# Pleurotomariida
Pleurotomariida zijn een orde van weekdieren uit de klasse van de Gastropoda (slakken).

## Superfamilies
- Eotomarioidea Wenz, 1938 †
- Murchisonioidea Koken, 1896 †
- Pleurotomarioidea Swainson, 1840
- Porcellioidea Koken, 1895 †
- Pseudophoroidea S. A. Miller, 1889 †
- Ptychomphaloidea Wenz, 1938 †
- Schizogonioidea Cox, 1960 †
- Sinuspiroidea Mazaev, 2011 †